# Нанчо Калчев
Нанчо Калчев (Калчов) Стоянов е български печатар и революционер, деец на Вътрешната македоно-одринска революционна организация.

## Биография
Нанчо Калчев е роден около 1867 година в ресенското село Дърмени, тогава в Османската империя. Учи в Дърмени и в българското класно училище във Фенер. Работи с брат си Кръсте като словослагател в печатницата на баща си Калчо Стоянов в Цариград. По-късно работи като словослагател в печатницата на Коне Самарджиев в Солун. В началото на 1894 година Калчев, заедно с Лазар Гюров е въведен в редовете на ВМОРО от Даме Груев, който е коректор в същата печатница. Чрез Австрийската поща получава и разнася револючионна литература – вестници, списания и книги.
Калчев подпомага Гемиджиите и предоставя нает с негово съгласие склад за прокопаване на тунел за атентат срещу Отоман Банк в Цариград. След разкрития на властите в 1901 година Нанчо и баща му са осъдени на 101 години и заточени в Синоп. Баща му умира по време на заточението, а Нанчо заболява от туберкулоза. След амнистия след Младотурската революция в 1908 година Нанчо Стоянов се завръща в Цариград и възстановява печатницата, но умира през 1910 година. Наследник на печатницата е съдружникът му Димитър Бандулов.
Павел Шатев го описва така:
| „ | Нанчо Стоянов беше 30-годишен, женен, с висок ръст, руси коси и мустаци, продълговато лице. По характер той беше тих и смирен. Веднъж ангажиран, той беше толкова изправен в работата си и често, когато от него се искаше някаква услуга, той по цели дни спокойно не можеше да заспи, докато не извърши услугата, без да създава опасности и риск. <...> Нанчо носеше най-голям риск, като наш укривател и ятак. | “ |